# Oospila confundaria
Oospila confundaria là một loài bướm đêm trong họ Geometridae.